# Francis Martin (réalisateur américain)
Pour les articles homonymes, voir Francis Martin (homonymie).
Francis Martin est un scénariste, réalisateur et acteur américain né le 1er mai 1900 à Ashland, Wisconsin (États-Unis).

## Filmographie

### Comme scénariste
- 1927 : A Man About Town
- 1930 : Ooh La-La
- 1931 : El Tenorio del harem
- 1931 : Hello Russia
- 1931 : Royal Bluff
- 1931 : Hot and Bothered
- 1931 : All Excited
- 1931 : Let's Play
- 1931 : Arabian Knights
- 1931 : No Privacy
- 1931 : Stay Out
- 1931 : Here's Luck
- 1931 : Hello Napoleon
- 1931 : Parisian Gaities
- 1931 : One Hundred Dollars
- 1931 : Fast and Furious
- 1931 : First to Fight
- 1931 : An Apple a Day
- 1931 : Out-Stepping
- 1931 : Hotter Than Haiti
- 1931 : Sold at Auction
- 1931 : Peeking in Peking
- 1931 : Bless the Ladies
- 1932 : Sea Soldier's Sweeties
- 1932 : In the Bag
- 1932 : Robinson Crusoe and Son
- 1932 : Eyes Have It
- 1932 : Monkey Shines
- 1932 : Meet the Princess
- 1932 : Kid Glove Kisses
- 1932 : Officer, Save My Child
- 1933 : International House
- 1933 : Disgraced!
- 1933 : Her Bodyguard (en)
- 1933 : Tillie and Gus
- 1934 : We're Not Dressing
- 1934 : College Rhythm
- 1935 : The Sargie's Playmate
- 1935 : Mississippi
- 1935 : The Big Broadcast of 1936
- 1935 : Two-Fisted
- 1936 : Strike Me Pink
- 1936 : Collegiate
- 1936 : Une princesse à bord (The Princess Comes Across)
- 1936 : Rhythm on the Range
- 1936 : The Big Broadcast of 1937
- 1937 : L'Amour à Waikiki (Waikiki Wedding), de Frank Tuttle
- 1937 : Artistes et Modèles (Artists & Models)
- 1938 : Big Broadcast of 1938 (The Big Broodcast of 1938)
- 1938 : College Swing
- 1940 : Une nuit sous les tropiques (One Night in the Tropics)
- 1941 : Tillie the Toiler
- 1942 : Ferme ta grande gueule! (en) (Shut My Big Mouth) de Charles Barton
- 1956 : Unidentified Flying Objects: The True Story of Flying Saucers

### Comme réalisateur
- 1924 : East of the Water Plug
- 1928 : Troubles Galore
- 1928 : The Lucky Duck
- 1928 : Hay Wire
- 1928 : All In Fun
- 1928 : Bumping Along
- 1928 : Playful Papas
- 1928 : In the Morning
- 1929 : What a Trip
- 1929 : Served Hot
- 1929 : Pep Up
- 1929 : Time to Expire
- 1929 : Delicious and Refreshing
- 1929 : What a Pill
- 1929 : Lucky Breaks
- 1929 : Contented Wives
- 1930 : Rubbing It In
- 1933 : Tillie and Gus

### Comme acteur
- 1929 : Ship Mates